# Mačkov
Mačkov (en allemand : Matzkau ou Matzkow) est une commune du district de Strakonice, dans la région de Bohême-du-Sud, en République tchèque. Sa population s'élevait à 299 habitants en 2020.

## Géographie
Mačkov se trouve à 3 km au sud de Blatná, à 17 km au nord-nord-ouest de Strakonice, à 65 km au nord-ouest de České Budějovice et à 85 km au sud-sud-ouest de Prague.
La commune est entièrement enclavée dans le territoire de Blatná

## Histoire
La première mention écrite du village date de 1315.